# Teodor Grott
Teodor Grott (ur. 9 września 1884 w Częstochowie, zm. 1972 w Krakowie) – malarz i rysownik.

## Życiorys
Syn Jana Nepomucena i Wiktorii. Ojciec był malarzem, uczniem Wojciecha Gersona, autorem obrazów religijnych, a w Częstochowie prowadził własną pracownię. Teodor, po ukończeniu częstochowskiego gimnazjum, studiował w latach 1903–1908 w krakowskiej ASP, w pracowni Floriana Cynka, następnie pod kierunkiem Leona Wyczółkowskiego. W 1908 wyjechał na stypendium do Włoch, przebywał w Rzymie i Florencji, w 1909 odbył podróż po Ukrainie, a w 1910 odwiedził Londyn i Paryż. W 1912 wrócił do Włoch, tym razem przebywając na Sycylii. Przyjaźnił się z Feliksem Jasieńskim „Mangghą”, którego portretował, a także malował przedmioty z jego kolekcji sztuki japońskiej. Od 1913 był członkiem Związku Strzeleckiego.
Malował w technice olejnej i akwarelowej, głównie pejzaże tatrzańskie, włoskie i francuskie oraz martwe natury z kwiatami, a także starą architekturę, obrazy rodzajowe, portrety i akty. Tworzył także pastele, grafiki i litografie.
W 1910 ożenił się z Wandą Kamieniecką (1886-1978). W 1913 wraz z żoną założył w Krakowie przy ul. Starowiślnej wytwórnię kilimów, dla której tworzył własne projekty. Wytwórnia działała całe dwudziestolecie międzywojenne.
Od 1910 wystawiał swoje obrazy na wystawach organizowanych przez Towarzystwo Przyjaciół Sztuk Pięknych w Krakowie, w którym działał jako kierownik biura, skarbnik. W latach 1949–1961 był dyrektorem i organizatorem wystaw oraz członkiem honorowym Towarzystwa. Od 1912 należał także do Towarzystwa Artystów Polskich „Sztuka”. W 1931 Teodor Grott jako przewodniczący oraz Marcin Samlicki założyli w Krakowie stowarzyszenie artystyczne Grupa „Dziesięciu”, w którego skład weszli: Kazimierz Chmurski, Eugeniusz Geppert, Henryk Gotlib, Wlastimil Hofman, Alfons Karpiński, Stanisław Popławski, Zbigniew Pronaszko i Czesław Rzepiński. 
Teodor Grott prezentował swój dorobek także m.in. na Międzynarodowej Wystawie Sztuki Dekoracyjnej i Wzornictwa w Paryżu (1925) oraz wystawach sztuki polskiej w Pradze (1927), Budapeszcie (1928), Kopenhadze (1930), Berlinie (1934), Padwie (1937).
11 listopada 1937 został odznaczony Krzyżem Kawalerskim Orderu Odrodzenia Polski.
W 1955 otrzymał złoty medal Towarzystwa Przyjaciół Sztuk Pięknych w Krakowie, które zorganizowało jego indywidualne wystawy w 1947, 1952 i 1960.
W 2021 wystawę  „Róże nie róże – oblicza sztuki Teodora i Wandy Grottów”, prezentującą obrazy, grafiki i kilimy z wielu polskich muzeów oraz kolekcji prywatnych, przygotowało Muzeum Częstochowskie.